# Бетел (Минесота)
Бетел (енгл. Bethel) град је у америчкој савезној држави Минесота.

## Демографија
По попису из 2010. године број становника је 466, што је 23 (5,2%) становника више него 2000. године.
| Група             | 2000.       | 2010.       |
| Белци             | 420 (94,8%) | 438 (94,0%) |
| Афроамериканци    | 1 (0,2%)    | 4 (0,9%)    |
| Азијати           | 1 (0,2%)    | 2 (0,4%)    |
| Хиспаноамериканци | 10 (2,3%)   | 10 (2,1%)   |
| Укупно            | 443         | 466         |